# Postgeschichte und Briefmarken Oldenburgs

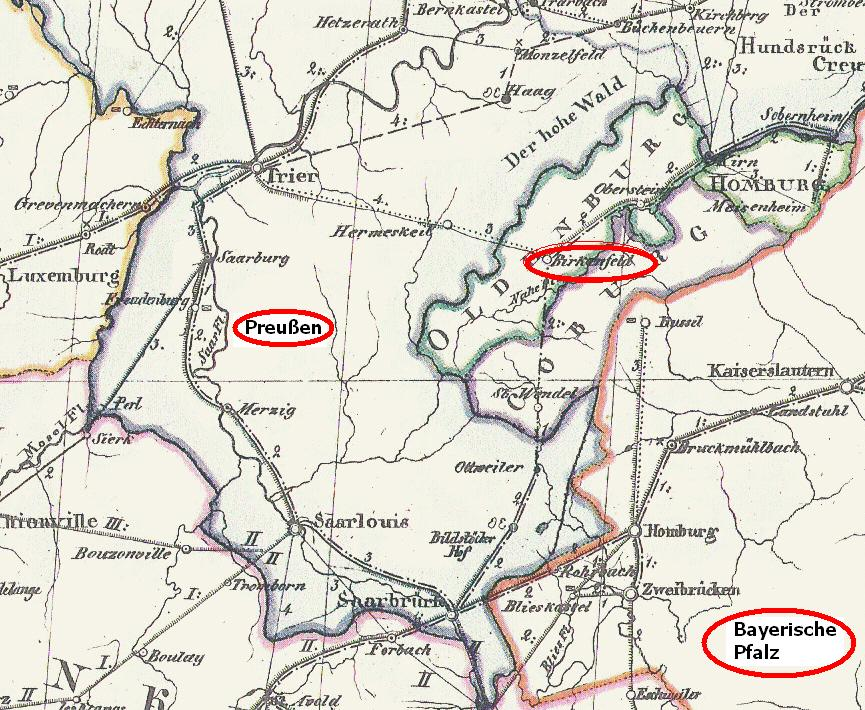
Karte des Fürstentums Birkenfeld

Das Land Oldenburg hatte schon zur Zeit des Heiligen Römischen Reiches eine eigene Post und behielt sie später in den Provinzen Oldenburg und Lübeck. Im oldenburgischen Fürstentum Birkenfeld war auf Grund eines Vertrages vom 4. August 1817 das Haus Thurn und Taxis mit der Postversorgung betraut. Durch Abtretung des Fürstentums Lichtenberg an Preußen und der taxisschen Postanstalten St. Wendel befand sich das Fürstentum Birkenfeld von preußischem Gebiet umgeben und wurde nach Ablauf des Vertrages mit Thurn und Taxis ab 1. November 1837 von Preußen mit Post versorgt. Am 1. Januar 1852 schloss sich die oldenburgische Postverwaltung dem Deutschen Postverein an. Sie umfasste 114 Quadratmeilen, hatte 49 Postanstalten, davon 21 Posthalter und 93 Beamte. Ab 1868 gehörte Oldenburg zum Norddeutschen Postbezirk.

## Briefmarken

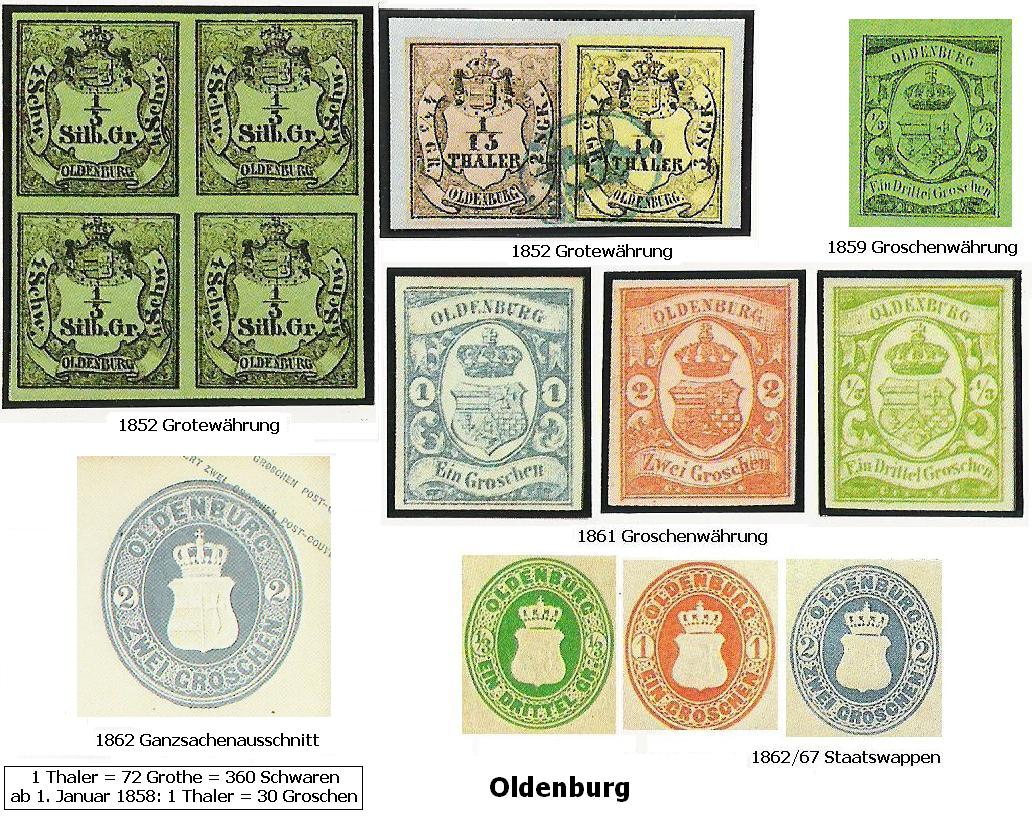
Oldenburger Briefmarkenbilder

Briefmarken wurden in Oldenburg am 5. Januar 1852 erstmals herausgegeben. Der Druck, schwarz auf farbigem Grund, zeigt das oldenburgische Wappen. Der Wert ist in Grote bzw. in Bruchteilen eines Talers angegeben. Ein Thaler hatte 72 Grote. Die zweite Markenausgabe ist größer. In der Mitte ist wieder das Oldenburger Wappen und darüber der Name Oldenburg zu lesen. Seit dem 1. Januar 1858 wurde der Taler mit 30 Groschen gerechnet. Die 1859 neu verausgabten Marken waren lediglich in der Farbe geändert. Ab 1862 zeigt das Markenbild in einem ovalen Medaillon das Wappen des Großherzogtums, die Umschrift Oldenburg und den Wert. Das gleiche Bild zeigen die verausgabten Ganzsachenumschläge.
Das Großherzogtum Oldenburg im Norden Deutschlands besaß zwar seit dem Beginn des 17. Jahrhunderts eine eigene Post, ließ sie jedoch zunächst privat betreiben und übernahm sie erst am 1. Mai 1800 in staatliche Regie. Nach dem Beitritt zum Deutsch-Österreichischen Postverein am 1. Januar 1852 wurden nur wenige Tage später, am 5. Januar, die ersten eigenen Briefmarken ausgegeben.
Diese hatten allerdings nicht im gesamten Staatsgebiet Gültigkeit, denn das weit entfernt im Hunsrück liegende Fürstentum Birkenfeld mit sieben Postorten wurde aufgrund eines 1837 abgeschlossenen Vertrags postalisch von Preußen verwaltet. Die Marken stellte die Oldenburger Firma Gerhard Stalling im Steindruckverfahren her. Heute gehören sie zu den Ausgaben der altdeutschen Staaten, die an den Sammler die höchsten Anforderungen stellen.
Von den ohnehin niedrigen Auflagen (zwischen 15.000 und 800.000 Stück) wurden viele Exemplare vor allem der kleinen Wertstufen vernichtet und so ist keine Oldenburger Marke häufig, einige gehören sogar zu den großen Altdeutschland-Raritäten.
Die Marken der ersten Ausgabe zeigen in sorgfältiger Gestaltung das großherzogliche Hauswappen über einem auffallenden Schild mit der Wertangabe in Oldenburger und in Bremer Währung. Die nächste Serie ab dem 10. Juli 1859 war von den Ausgaben des Königreiches Sachsen aus dem Jahr 1851 inspiriert; der letzte verausgabte Satz (1862) war den Ganzsachen Preußens von 1851 nachempfunden und im kombinierten Buch- und Prägedruck hergestellt. Man verzichtete auf das Porträt des Herrschers zugunsten einer Wappenzeichnung.
Insgesamt gab das Land im Laufe seiner 17-jährigen eigenen Briefmarkengeschichte 19 Marken heraus, zu denen noch 12 Ganzsachen kamen, die ebenfalls fast alle selten und heute von hohem Stellenwert sind.
Mit dem 1. Januar 1868 trat das Großherzogtum Oldenburg dem Norddeutschen Bund bei und gab sein eigenes Postregal auf.

### Briefmarken des Großherzogtums Oldenburg 1852–1868

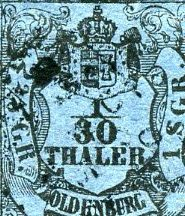
1/30 Thaler, 1852
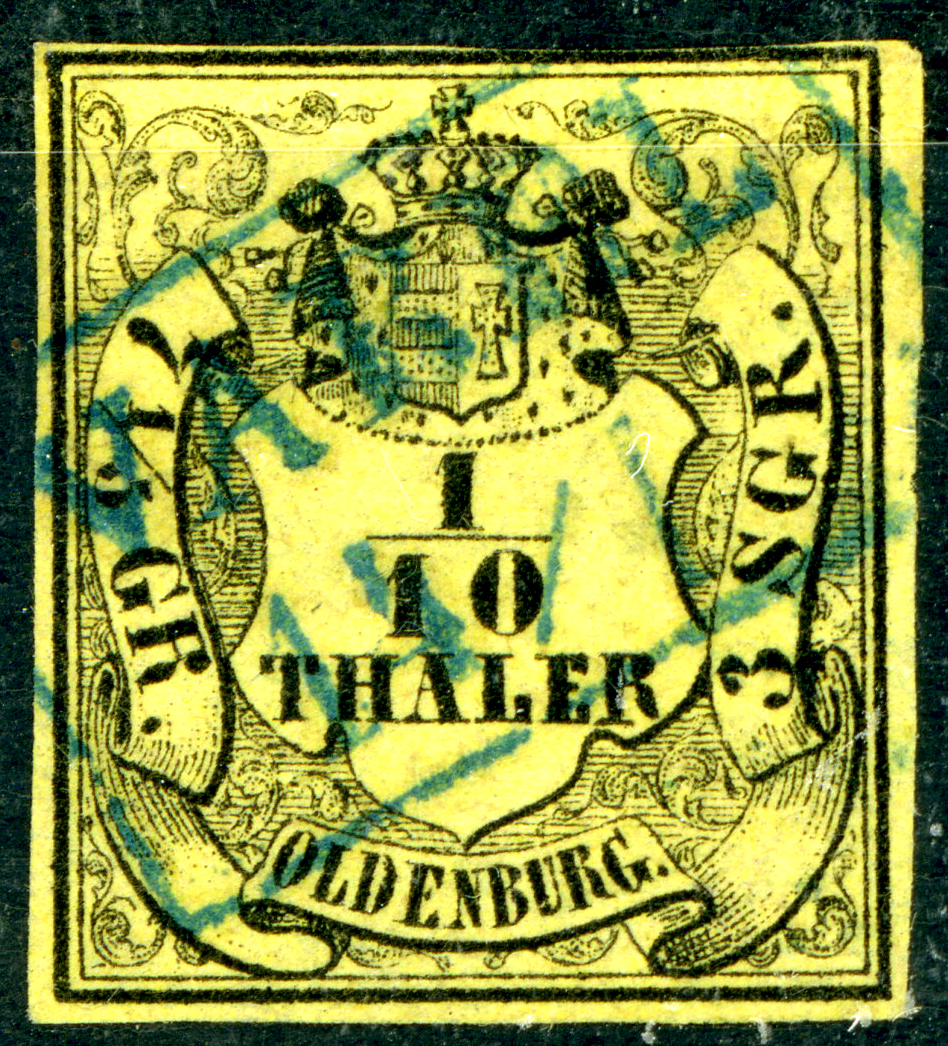
1/10 Thaler, 1852
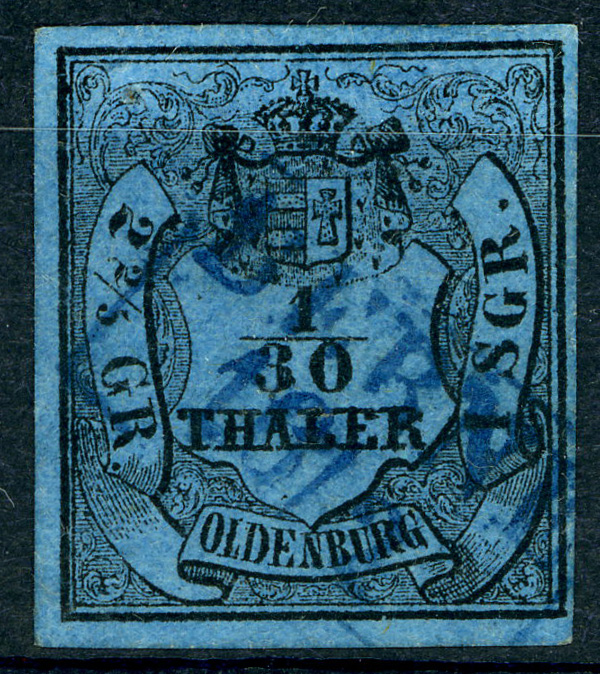
1/30 Thaler, 1854
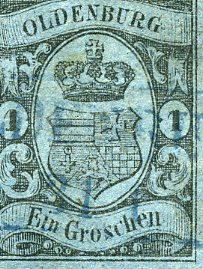
Ein Groschen, 1859
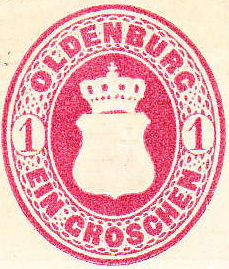
Ein Groschen
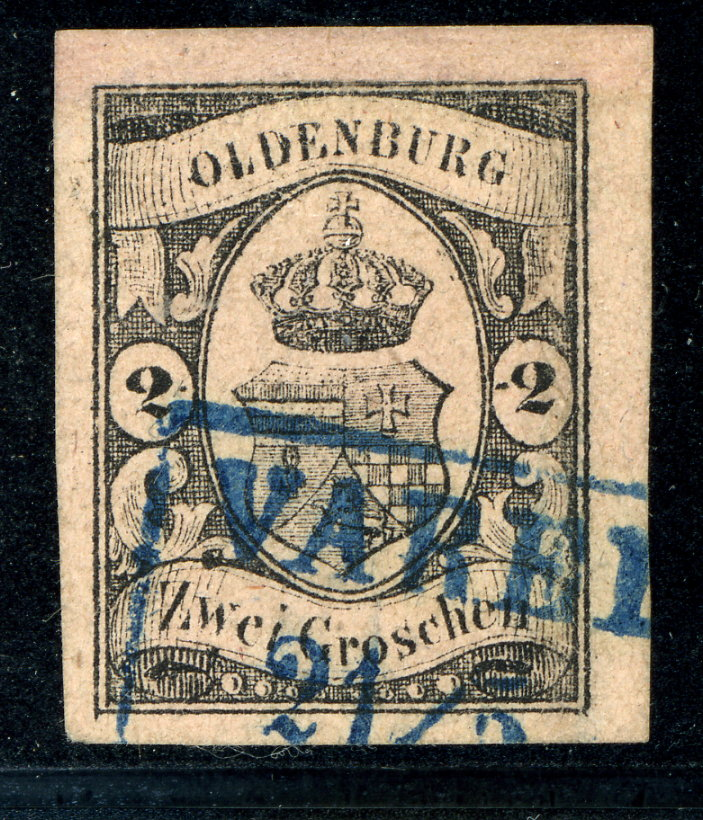
2 Groschen, 1859
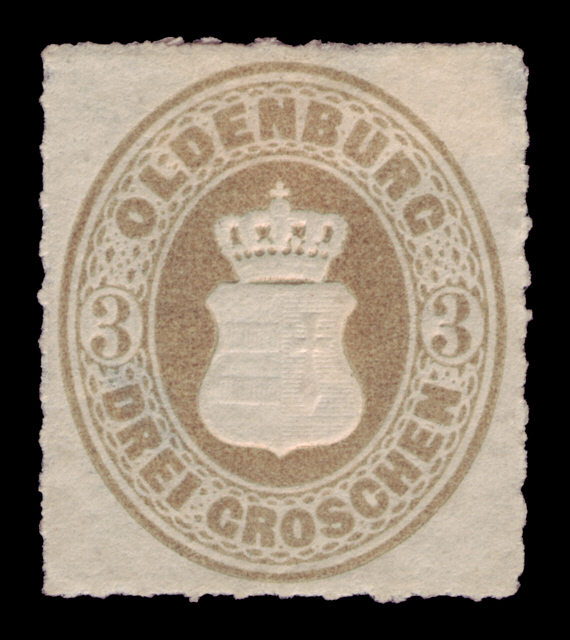
Drei Groschen, 1862–1867